# Aguadilla
Aguadilla – miasto w Portoryko. Zostało założone w 1775. Jest siedzibą gminy Aguadilla. Burmistrzem miasta jest Carlos Méndez Martínez. Miasto należy do aglomeracji San Juan.